# Ізабелль Шаре
Ізабелль Шаре (фр. Isabelle Charest), пізніше Шарбонно (фр. Charbonneau) — канадська ковзанярка, що спеціалізувалася в шорт-треку,  олімпійська медалістка, триразова чемпіонка світу, призерка чемпіонатів світу.
Шаре привозила медалі з трьох Олімпіад поспіль. Усі вони були здобуті в естафетних гонках. У Ліллегаммері канадська естафетна команда була другою
, а в Нагано та Солт-Лейк-Сіті — третьою. 
Шаре двічі була чемпіонкою світу на найкоротшій дистанції 500 метрів, і ще раз в естафеті. 

## Зовнішні посилання
- Досьє на sports-reference.com [Архівовано 21 лютого 2010 у Wayback Machine.]

## Виноски
1. 1 2  Olympedia — 2006.
2. ↑  Lillehammer 1994 Official Report - Volume 3 (PDF). Lillehammer Olympic Organizing Committee. LA84 Foundation. 1994. Архів оригіналу (PDF) за 2 грудня 2010. Процитовано 16 січня 2014. [Архівовано 2 грудня 2010 у Wayback Machine.]
3. ↑  Nagano 1998 Official Report - Volume 3 (PDF). Nagano Olympics Organizing Committee. LA84 Foundation. 1998. Архів оригіналу (PDF) за 26 лютого 2008. Процитовано 16 січня 2014. [Архівовано 26 лютого 2008 у Wayback Machine.]
4. ↑  Salt Lake City 2002 Official Report - Volume 3 (PDF). Salt Lake Organizing Committee. LA84 Foundation. 2002. Архів оригіналу (PDF) за 20 лютого 2012. Процитовано 13 січня 2014. [Архівовано 20 лютого 2012 у Wayback Machine.]